# Symphlebia doncasteri
Symphlebia doncasteri là một loài bướm đêm thuộc phân họ Arctiinae, họ Erebidae.